# 矢田恵梨子
矢田 恵梨子（やだ えりこ、1988年10月8日 - ）は、日本の漫画家、平成29年度四日市市環境活動賞の受賞者。

## 来歴
矢田氏の子孫として、四日市市小山田地区の農家が多い農村地域に生まれる。三重県立四日市西高等学校卒業後に京都精華大学マンガ学部のストーリーマンガコースで漫画技術を学ぶ。『真夏の電柱少年』で漫画家デビューをして、小学館の新人コミック大賞とちばてつや賞を受賞する。『二兎追うふたり』『シングルマザーだって恋する』などの漫画作品をツイッターなどでネット配信している。漫画や四日市公害以外に椎名林檎など音楽分野にも興味がある女性漫画家である。令和3年度の公害関係本出版のクラウドファンディングの活動をする。四日市公害漫画出版後の平成末期から東京都に在住する女性漫画家で月刊スピリッツに読み切り漫画の『真夏の電柱少年』及び『盆栽モナムール』を掲載している。
2021年7月12日に発表されたスピリッツ40周年記念 連載確約漫画賞にて『茜色のワンルーム』が最終候補に残る。同作を練り直した『茜色のコンポーザー』が『月刊!スピリッツ』にて2022年5月号（同年3月26日発売）より連載開始。2022年7月号（同年5月26日発売）では第3話と第4話が同時掲載され、第5話から『ビッグコミックスピリッツ』に移籍することが発表され、『アカネノネ』に改題して2022年7月25日発売の34号から2024年1月22日発売の8号まで連載された。2025年4月21日発売の同誌21・22合併号より、終末期の患者と医師を描いた『ディグニティ-旅行医の処方薬-』の連載を開始。

## 四日市公害の公害漫画家
2013年に地元の三重テレビの放送を担当しているディレクターから、ドキュメンタリー番組「ツナガル。～それぞれが越えた40年の先に～」を通じて四日市ぜんそくの悲劇の歴史を聞き、四日市公害に関心を持った。昭和37年度生まれで昭和47年7月24日の四日市の大気汚染の公害判決に勝訴した後の1972年9月2日に病死したモデルの尚子ちゃん9歳（実在した四日市ぜんそくの犠牲者である）を描いた四日市公害漫画の『空の青さはひとつだけ』を2016年7月26日に発売した。モデルになった尚子ちゃんの年老いた母親との交流関係もある。
令和4年度（2022年7月24日）の四日市公害判決50周年の講演会で講演活動に参加した。

## 作品
- 『二兎追うふたり』
- 『シングルマザーだって恋する』（30歳代女性の立場で描いた結婚恋愛観の作品）など